# Windows Media Services
Microsoft Media Services es un servidor de contenidos multimedia en streaming, de Microsoft que permite al administrador generar contenidos en directo (audio/video). Solo Windows Media Audio, JPEG y los formatos MP3 son soportados. WMS es el sucesor de NetShow Services.
De forma adicional al streaming, WMS también tiene las siguientes funciones: caché y grabación de las emisiones, forzado de autentificación, limitación de conexiones, restricción de accesos, uso de múltiples protocolos, generador de estadísticas de uso, y corrección de errores de emisión (FEC, siglas inglesas de forward error correction).
Las versiones de 64 bits de Servicios de Windows Media también están disponibles para aumentar la escalabilidad. El paquete de redes escalables para Windows Server 2003 agrega compatibilidad con la aceleración de red y la descarga basada en hardware, lo que aumenta el rendimiento del servidor de Windows Media. La versión más reciente, Windows Media Services 2008, para Windows Server 2008, incluye un complemento WMS Cache/Proxy integrado que se puede usar para configurar un servidor de Windows Media como servidor de caché/proxy o como servidor proxy inverso para que pueda proporcionar almacenamiento en caché y compatibilidad con proxy a otros servidores de Windows Media.
Windows Media Services 2008 ya no se incluye con los archivos de instalación del sistema operativo Windows Server 2008, pero está disponible como descarga gratuita. Tampoco es compatible con Windows Server 2012, ya que se ha reemplazado por IIS Media Services.

## Lanzamientos
- NetShow Server 3.0 (Windows NT 4.0)[5]
- NetShow Services 4.0 (Windows NT 4.0 SP3 o posterior)[6]
- Windows Media Services 4.1 (incluido en la familia de servidores Windows 2000 y descargable para versiones anteriores de Windows)[7]
- Windows Media Services 9 Series (incluido en Windows Server 2003, funciona con IIS 6)
- Windows Media Services 2008 (descargable para Windows Server 2008, funciona con IIS 7)